# Trichotichnus perforatus
Trichotichnus perforatus – gatunek chrząszcza z rodziny biegaczowatych i podrodziny Harpalinae.

## Taksonomia
Gatunek ten opisany został po raz pierwszy w 2020 roku przez Borisa Katajewa na łamach „Zoosystematica Rossica”. Jako miejsce typowe wskazano zachodnie okolice Pune w indyjskim stanie Maharasztra. Epitet gatunkowy oznacza po łacinie „przekłuty” i nawiązuje do niezesklerotyzowanego rejonu na spodzie edeagusa tego owada.

## Morfologia
Chrząszcz o ciele długości od 8,9 do 9,7 mm i szerokości od 3,7 do 4,1 mm.
Głowa jest błyszcząco czarna z żółtymi czułkami i głaszczkami oraz rudobrązową wargą górną. Ma ona bardzo płytko wklęśniętą na przedzie wargę górną, nadustek z parą chetoporów i niemal prostą przednią krawędzią, delikatny i prosty szew epistomalny, wyłupiaste oczy złożone, bardzo wąskie i stykające się z nimi bruzdy nadoczne, położony nieco poniżej tylnej krawędzi oka chetopor nadoczny oraz bardzo krótkie skronie. Warga dolna ma parę długich szczecinek na podbródku oraz zaokrąglony ząbek środkowy na całkiem zlanej z podbródkiem bródce.
Przedplecze jest błyszcząco czarne z bardzo wąsko rudobrązowo obrzeżonymi bokami, poprzeczne, najszersze w przedniej ⅓. Jego przednia krawędź jest płytko wykrojona i bardzo wąsko obrzeżona, krawędzie boczne zaokrąglone w przednich ⅓ i dalej niemal prosto zbieżne, kąty tylne rozwarte, a krawędź tylna niemal prosta pośrodku i ukośna po bokach. Dołki przypodstawowe są wydłużone, płytkie, oddzielone wypukłościami od bruzd bocznych. Powierzchowna linia środkowa dochodzi prawie do przedniej krawędzi przedplecza. Pokrywy są błyszcząco czarne, nieco irydyzujące, podługowato-owalne, przeciętnie sklepione, najszersze za środkiem długości, o zaokrąglonych i zaopatrzonych w drobne ząbki kątach barkowych oraz nieco zaostrzonych szczytach. Rzędy są niepunktowane i dość głębokie, rządki przyszwowe są długie i zaopatrzone w mały chetopor nasadowy. Międzyrzędy są wysklepione, ku szczytom zwężone, mikropunktowane i poprzecznie mikrosiateczkowane. Skrzydła tylnej pary są normalnie wykształcone. Spód tułowia jest rudoczarny. Odnóża są brązowawożółte, o gładkich wierzchach stóp.
Odwłok jest rudoczarny, o gładkich sternitach. Genitalia samca charakteryzuje S-kształtny w widoku bocznym płat środkowy edeagusa, zesklerotyzowany tylko bocznie, pozostawiając szerokie okienko błoniaste, rozciągające się od nasadowej nabrzmiałości aż po blaszkę końcową. Endofallus ma duży zakrzywiony kolec w części środkowo-prawej oraz dwie duże formacje kolczaste, jedną w części nasadowo-lewej, drugą w części wierzchołkowo-prawej.

## Rozprzestrzenienie
Owad orientalny, endemiczny dla Ghatów Zachodnich w Indiach, znany tylko z dystryktów Pune i Satara w stanie Maharasztra.